# Ронгеллен
Ронгеллен (нім. Rongellen) — громада  в Швейцарії в кантоні Граубюнден, регіон Віамала.

## Географія
Громада розташована на відстані близько 155 км на схід від Берна, 22 км на південь від Кура.
Ронгеллен має площу 2 км², з яких на 5,9% дозволяється будівництво (житлове та будівництво доріг), 15,2% використовуються в сільськогосподарських цілях, 64,2% зайнято лісами, 14,7% не є продуктивними (річки, льодовики або гори).

## Демографія
2019 року в громаді мешкало 53 особи (+35,9% порівняно з 2010 роком), іноземців було 9,4%. Густота населення становила 26 осіб/км².
За віковим діапазоном населення розподілялося таким чином: 20,8% — особи молодші 20 років, 69,8% — особи у віці 20—64 років, 9,4% — особи у віці 65 років та старші. Було 20 помешкань (у середньому 2,7 особи в помешканні).
Із загальної кількості 11 працюючих 6 було зайнятих в первинному секторі, 0 — в обробній промисловості, 5 — в галузі послуг.